# Skimmersvampmal
Skimmersvampmal,  på latin: Pelecystola fraudulentella är en fjärilsart som beskrevs av Philipp Christoph Zeller 1852. Skimmersvampmal ingår i släktet Pelecystola och familjen äkta malar.
Artens utbredningsområde är Österrike. Arten är reproducerande i Sverige. Inga underarter finns listade i Catalogue of Life.. 